# Siboglinum vancouverensis
Siboglinum vancouverensis är en ringmaskart som beskrevs av Southward 1969. Siboglinum vancouverensis ingår i släktet Siboglinum och familjen skäggmaskar. Inga underarter finns listade i Catalogue of Life.